# Lampenkap

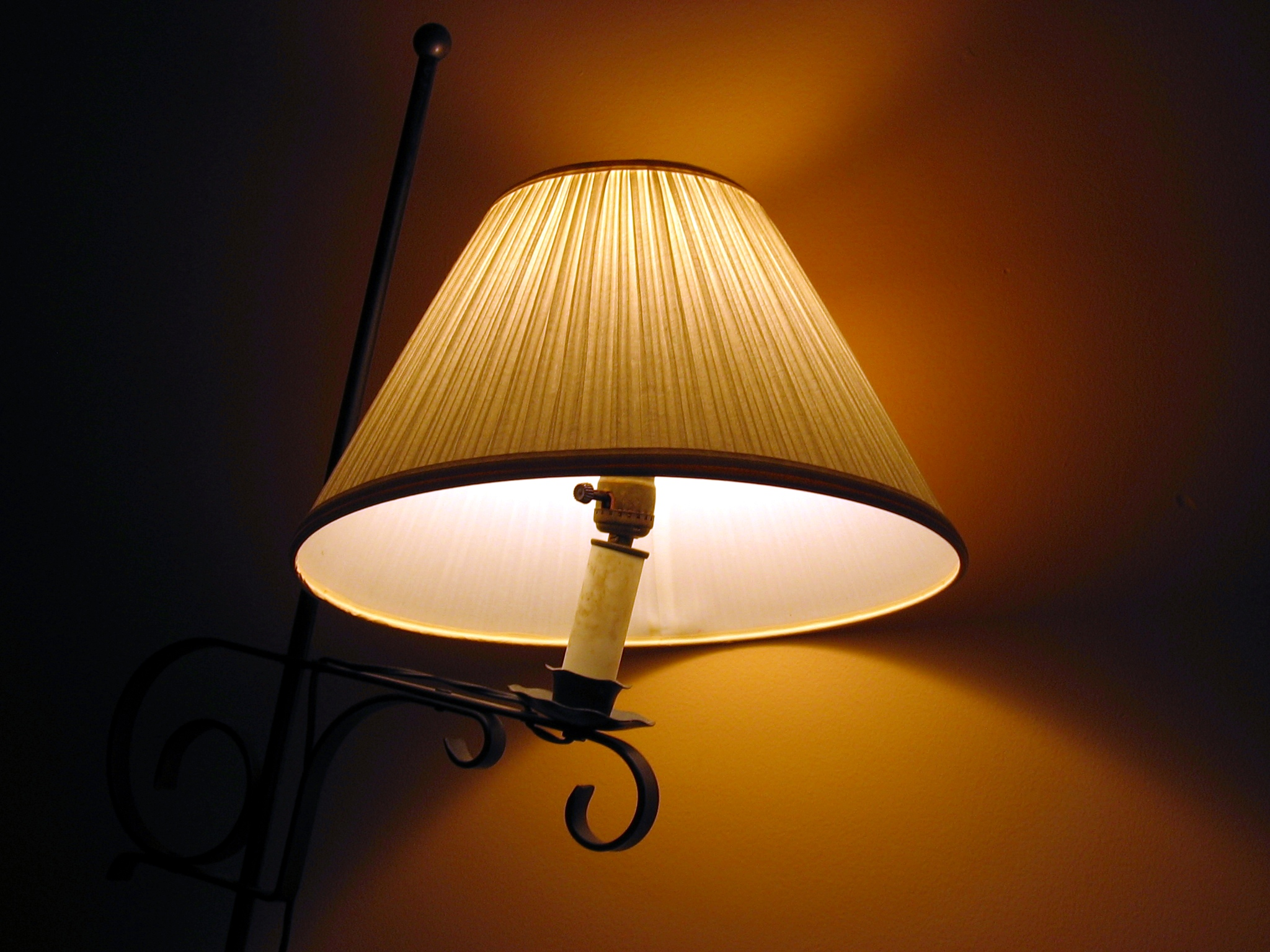
Een witte lampenkamp met zwarte randen.

Een lampenkap is een voorwerp dat een lichtbron (bijvoorbeeld een gloeilamp of andere soorten lampen) en de omliggende armatuur verbergt en zo het licht voor de omgeving beperkt. Tevens kan de kap een functie hebben bij het centreren van het licht: dit ziet men vaak in ouderwetse leeslampen. Vaak heeft de lampenkap ook een sfeerverhogend effect. Conische, cilindrische en andere vormen op het vloer-, bureau- of tafelblad, evenals modellen van zwevende lampen komen het meest voor. Lampenkappen worden van diverse materialen vervaardigd. De term kan ook van toepassing zijn op de vaak glazen kap van plafonnières. 
Het materiaal dat voor de armatuur wordt gebruikt kan uit verschillende stoffen bestaan, zoals hout, metaal, glas, kunststof, enzovoorts.
Behalve het praktisch nut, wordt een lampenkap ook gebruikt voor een decoratief en esthetisch doel. 